# Maximo Aguirre
Maximo Aguirre Santillán (* 1951 in Lima, Peru; † August 2020 ebenda) war ein deutsch-peruanischer Karambolagespieler in der Disziplin Dreiband und Cadre. Er war Deutscher Vizemeister und zweimaliger Weltmeister.

## Karriere
Der geborene Peruaner kam Ende der 1980er-Jahre nach Deutschland und ließ sich in Hamburg nieder, wo er für den BC Wedel spielte, ebenso wie sein mitgereister Bruder Rolando, der immer noch in Deutschland lebt. Nach seiner Einbürgerung spielte Aguirre für Deutschland und schloss 1991 in St. Wendel die Deutsche Dreiband-Meisterschaft als Vizemeister ab. Konnte er sich im Achtelfinale noch gegen den Weltmeister  Wolfgang Zenkner durchsetzen, unterlag er im Finale dem Mönchengladbacher Hans-Jürgen Kühl mit 1:3 Sätzen. Im Oktober 1991 erspielte sich Aguirre seinen ersten internationalen Titel bei dem im niederländischen Wijchen ausgetragenen Dreiband Grand Prix. Im Finale besiegte er den dänischen Titelträger Tonny Carlsen mit 3:1 Sätzen. Bei dieser internationalen Turnierserie konnte er noch eine Silber- und zwei Bronzemedaillen gewinnen. Zusammen mit Christian Rudolph gewann er 1993 und 1994 die Dreiband-Weltmeisterschaft für Nationalmannschaften. Im Mai 1993 wurde er im französischen Corbeil-Essonnes Vize-Europameister im Dreiband. Im Finale unterlag er knapp mit 3:2 Sätzen dem Niederländer Rini van Bracht. Bei der Dreiband-Europameisterschaft für Nationalmannschaften 1992 im niederländischen Dordrecht verpasste er zusammen mit Rudolph nur knapp die Medaillenränge. Im Spiel um Platz 3 unterlagen sie der 2. Mannschaft der Niederlande.

### Rückkehr nach Peru
Anfang der 2000er-Jahre ging er zurück nach Peru spielte dort weiter Billard. Im Alter von 60 Jahren wurde Aguirre 2011 in Mexiko noch Vizemeister der Dreiband-Panamerikameisterschaften. Im Finale musste er sich Javier Teran aus Equador geschlagen geben. 2017 gewann er vor heimischem Publikum in Huancayo beim Grand Prix Panamericano ebenfalls Silber. Dies war sein letzter großer Sieg auf internationaler Ebene. Anfang 2020 erkrankte Aguirre und verstarb nach längerer Krankheit Anfang August in seiner Heimatstadt Lima im Kreise seiner Familie und Freunde im Alter von 69 Jahren.

## Erfolge
- Dreiband-Weltmeisterschaft für Nationalmannschaften:  1993, 1994
- Dreikampf-Weltmeisterschaft für Nationalmannschaften:  1994
- Dreiband Grand Prix:  1991/8  1993/9  1992/9, 1993/2
- Dreiband-Europameisterschaft:  1993
- Dreiband-Panamerikameisterschaften:  2011
- Grand Prix Panamericano:  2017
- Deutsche Dreiband-Meisterschaft:  1991
- German Grand Prix: 
  - Jahresgesamtsieger:  1991
  - Einzelsieger:  1991/3, 1992/7, 1992/8  1990/1, 1991/1, 1991/2, 1991/5

Quellen: 